# Rhodogastria similis
Rhodogastria similis là một loài bướm đêm thuộc phân họ Arctiinae, họ Erebidae.